# NGC 5365
NGC 5365 is een lensvormig sterrenstelsel in het sterrenbeeld Centaur. Het hemelobject werd op 15 maart 1836 ontdekt door de Britse astronoom John Herschel.

## Synoniemen
- ESO 271-8
- MCG -7-29-2
- PGC 49673